# Pius Schmieder
Pius Schmieder OSB (* 22. August 1837 in Kremsmünster; † 6. November 1918 in Lambach) war ein österreichischer Benediktiner.

## Leben
Der Sohn eines Gürtlermeisters studierte in Kremsmünster, Lambach, Innsbruck, Maria Einsiedeln und Salzburg. Nach der Profess 1858 (Kremsmünster) und der Priesterweihe 1862 erhielt er den Dr. h. c. 1868 in Würzburg; die Medaille für 40jährige treue Dienste (1908) und den Titel Konsistorialrat. Er war Begründer (1862) der Bruderschaft der Ewigen Anbetung in Lambach (1863 päpstl. bestätigt, ab 1877 Erzbruderschaft). Er war Miterrichter der Associatio sac. convictus Oenipontani, der ehemaligen Innsbrucker Theologen; Herausgeber (1868–1875) des oberösterr. Urkundenbuches. Kooperator in Lambach, Archivar, Rentmeister, Pfarrer in Neukirchen, Benefiziat in Paura, ab 1912 durch Krankheit arbeitsunfähig.

## Schriften
- Handbüchlein der Bruderschaft der ewigen Anbetung des Allerheiligsten Altarsakraments, Linz 1863, 1865, 1868.
- Der Adalberokelch zu Lambach, CKB (Linz 1864).
- Chronicon monasterii BMV Lambacensis, Linz 1865.
- Über die Lamb. Handschrift der Collectio tripartita, AKathKR 1865.
- Beiträge zur Landeskde von OÖ., a) Zur Gesch. des Weinbaues in OÖ., b) Ordnung der Traunfischer vom Jahre 1418, c) Zur Gesch. des Steuerwesens im XV. Jh., Jahresbericht des Mus. Vereines Fr. Carol. 1866.
- Korrespondenz, die Auffindung eines röm. Meilensteines zu Mösendorf b. Vöcklamarkt betreffend, Mitt. der k.k. Centralcommission XI 1866.
- Notizen zur ältesten Baugeschichte der Stiftskirche und des Klosters zu Lambach, Mitt. der k.k. Centralcommission XI (1866) Auflage.1.
- Die Benediktiner-Ordensreform im XIII. und XIV. Jh., Linz 1867.
- Zur Symbolik im XIV. Jh. Epistula metrica de cultu b. Altmanni episcopi Pataviensis, Anzeiger für Kunde d. deutschen Vorzeit 7 (1867).
- Mittheilungen, Allgem. Wiener Literatur-Zeitung 1867–1872.
- Argumenta cultus beati Adalberonis episcopi Wirceburgensis, Auflage 1868.
- Auszug in Deutsch v. Nr. 11: Leben, Wunder und Verehrung des sei. Adalbero, Auflage 1868.
- Die Gewölbegemälde im Läuthause zu Lambach, Mitt. der k.k. Centralcommission XIII (1868).
- Kleine Beiträge zur Gesch. der kirchl. Liturgie der Diocese (Passau) Linz, CKB (Li 1869) Nr. 8/9.
- Kunstgeschichtl. Kleinigkeiten: 1) Alte Sakristeiinventarien, ebd. Nr. 12; 2) Zur kirchl. Siegelkunde: a) Die Conventsiegel des Stiftes Lambach, ebd. (1870) Nr. 1; b) Stiftswappen und äbtliche Siegel des Stiftes Lambach, ebd. Nr. 2.
- Zur ältesten Gesch. der Pfarre Grünau, in: Linzer ThPQ 22 (1869) 113–116.
- Zur Gesch. der Pfarre Neumarkt an der Aschach, ebd. 120f.
- Zur Gesch. der Pfarren Pichl und Offenhausen, ebd. 116–119.
- Lorch und Enns XL-XVI. Jh., Ein Beitrag zur obderenns. Gesch., Jahresbericht des Mus. Ver. Franc. Carol., Li 1871.
- Findlinge, meist zur Gesch. v. Schwäbisch Hall, Anzeiger f. Kunde der deutschen Vorzeit (1872) Nr. 7/8.
- Hg. des 6. Bandes des Oberösterr. Urkundenbuches (1872) von J. Stülz und Vorbereitung des 7. Bandes (1876), hg. von N. Faigl.
- P. Maurus Lindemayrs sämtliche Dichtungen in obderennsischer Volksmundart m. biogr., literar. Einleitung und kurzem Idiotikon, Linz 1875.
- Ein Blatt aus d. schlesischen Kirchengesch. Joannes Turzo, Bischof v. Breslau, Hist.-polit. Blätter LXII (1868) 203–215.
- Der oberösterr. Volksdichter P. Maurus Lindemayr, ebd. LXXVI (1875).
- Lambach in OÖ., Benediktinerbuch von Seb. Brunner, W-Woerl 1880, 179–194.
- Verzeichnis der Benediktiner-Nonnenklöster im ehem. Königreiche Polen, SMGB II (1881) 361–362.
- Woher war der Reformabt Theoderich v. Kremsmünster? Saec. 11., SMGB IV (1883) 134–138.
- Zur Gesch. der Durchführung der Benedictina in Deutschland im 14. Jh., SMGB IV (1883) 278–289.
- Matricula Episcopatus Passaviensis. saec. 15., I. Teil Text, Wels 1885.
- Die Grabstätte des hl. Bischofs Adalbero v. Würzburg in d. Benediktiner Stiftskirche Lambach, OÖ. Preßvereinskalender IV (Linz 1885).
- Abschiedsworte nach 15jähriger Seelsorgsthätigkeit zu Neukirchen b. Lambach, Ried 1886.
- Abschrift eines Rechts- und Ehehafts-Taidingbuches, renov. 1668, aus dem Stiftsarchiv zu Lambach, Sitzungsberichte der kai-serl. Akademie d. Wiss. XLVII (Auflage 1888).
- Zum Jubeljahre des 800jährigen Gedächtnisses des glorreichen Hinganges des hl. Bekenners Adalbero, 6. Okt. 1090, Lambach 1890.
- Erlaubtheit und Nutzen d. religiösen Wallfahrten, Blätter f. Kanzelberedsamkeit 1891.
- Weisthümerv. Thalham und Lambach, Sitzungsberichte d. k.k. Akad. d. Wiss. LII (1891).
- Aphorismen zur Gesch. des Mönchtums nach d. Regel des hl. Benedikt, SMGB XI (1890) 373–406, 560–597, XII (1891) 54–90, 256–286, 396–422, 537–576.